# Unione Sportiva Pergocrema 1932 2005-2006
Questa pagina raccoglie le informazioni riguardanti l'Unione Sportiva Pergocrema 1932 nelle competizioni ufficiali della stagione 2005-2006.

## Rosa
| N. |                   | Ruolo | Calciatore         |
| -- | ----------------- | ----- | ------------------ |
|    | Italia (bandiera) | D     | Paolo Ardenghi     |
|    | Italia (bandiera) | D     | Michele Arrigoni   |
|    | Italia (bandiera) | A     | Roberto Bardini    |
|    | Italia (bandiera) | P     | Stefano Belussi    |
|    | Italia (bandiera) | D     | Daniel Bombardieri |
|    | Italia (bandiera) | C     | Andrea Ciani       |
|    | Italia (bandiera) | A     | Lorenzo Crocetti   |
|    | Italia (bandiera) | C     | Gabriele Gorlani   |
|    | Italia (bandiera) | C     | Alessandro Lemma   |
|    | Italia (bandiera) | C     | Andrea Marconi     |
|    | Italia (bandiera) | A     | Carmine Marrazzo   |
|    | Italia (bandiera) | D     | Fabrizio Mauri     |
|    | Italia (bandiera) | A     | Omar Nordi         |
|    | Italia (bandiera) | C     | Paolo Pellegrini   |
|    | Italia (bandiera) | C     | Marco Perini       |

| N. |                    | Ruolo | Calciatore            |
| -- | ------------------ | ----- | --------------------- |
|    | Italia (bandiera)  | D     | Matteo Placida        |
|    | Italia (bandiera)  | A     | Paolo Pupita          |
|    | Italia (bandiera)  | D     | Stefano Ragnoli       |
|    | Italia (bandiera)  | C     | Davide Rossi          |
|    | Italia (bandiera)  | C     | Davide Rota           |
|    | Italia (bandiera)  | P     | Danilo Russo          |
|    | Italia (bandiera)  | A     | Matteo Sala           |
|    | Italia (bandiera)  | C     | Filippo Sambugaro     |
|    | Italia (bandiera)  | C     | Marco Sgrò            |
|    | Italia (bandiera)  | A     | Matteo Siligato       |
|    | Brasile (bandiera) | D     | David Silva Fernandez |
|    | Italia (bandiera)  | C     | Diuk Ronny Toma       |
|    | Italia (bandiera)  |       | Vanini                |
|    | Italia (bandiera)  | D     | Diego Zangirolami     |